# Maechidius atratus
Maechidius atratus är en skalbaggsart som beskrevs av Hermann Burmeister 1855. Maechidius atratus ingår i släktet Maechidius och familjen Melolonthidae. Inga underarter finns listade i Catalogue of Life.